# Ferran Truyols Despuig
Ferran Truyols Despuig   (Palma, 21 d'octubre de 1850 - Palma, 14 de febrer de 1923) fou un aristòcrata i polític mallorquí, diputat i senador a Corts durant la restauració borbònica
Era fill de Francesc Truyols Salas, marquès de la Torre. També fou cavaller de l'Orde de Calatrava. El 1899 fou un dels hereus de la comtessa de Peralada Joana Adelaida Rocabertí de Dameto, i tingué la propietat tant del castell com de l'arxiu. Fou elegit diputat pel Partit Conservador per Palma a les eleccions generals espanyoles de 1903, i senador el 1907-1908 i 1910-1911. Fou avi de Jordi Truyols Dezcallar.